# Consejo rural de Tirlianski (distrito de Beloretsk)
El consejo rural de Tirlianski es una formación municipal del distrito de Beloretsk de Bashkortostán. Su centro administrativo es la población de Tirlianski. 

## Historia
Conforme a la Ley de Fronteras, Estatutos y Centros Administrativos de las Formaciones Municipales de la República de Bashkortostán, posee el estatus de población rural. Hasta el 17 de diciembre de 2004 tenía la condición de consejo de población. 

## Población
| 1939  | 2002 | 2009 | 2010 | 2012 | 2013 | 2014 | 2015 | 2016 | 2017 |
| ----- | ---- | ---- | ---- | ---- | ---- | ---- | ---- | ---- | ---- |
| 11989 | 5747 | 5257 | 4427 | 4357 | 4296 | 4232 | 4218 | 4142 | 4062 |

## Composición
| Localidad  | Tipo                                   | Población |
| ---------- | -------------------------------------- | --------- |
| Tirlianski | población rural, centro administrativo | 4062      |